# D'Hanins de Moerkerke

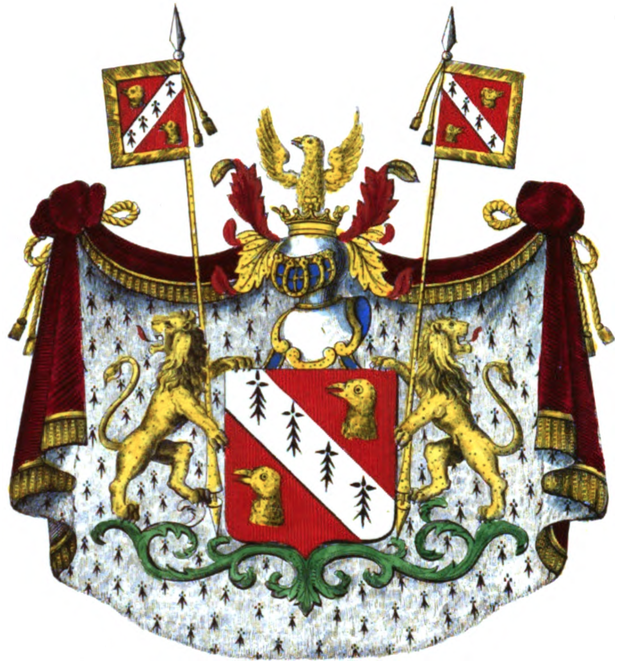
wapenschild

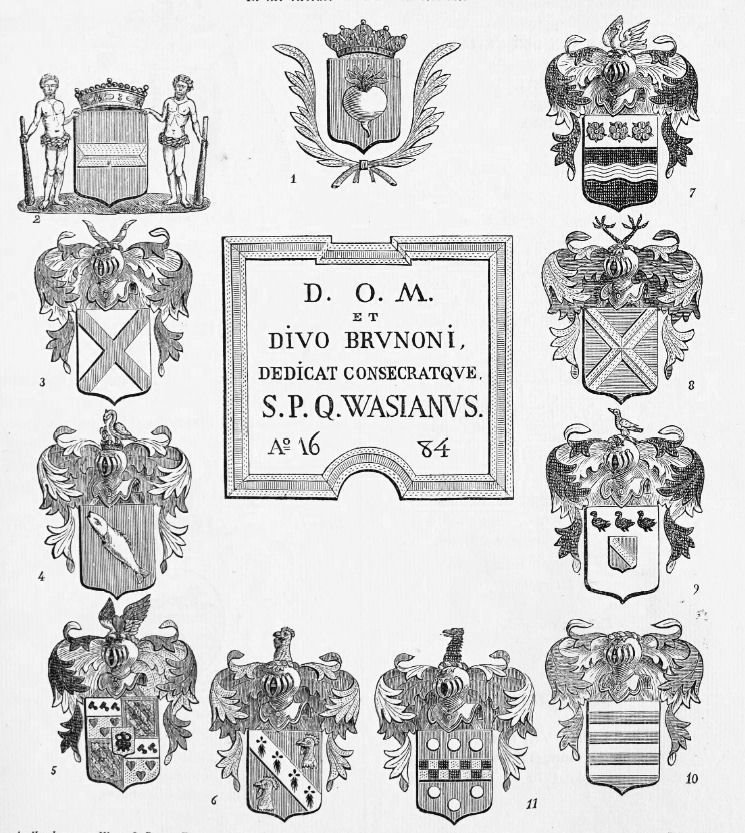
wapenschild op een glasraam van het Wase Hoogcollege.

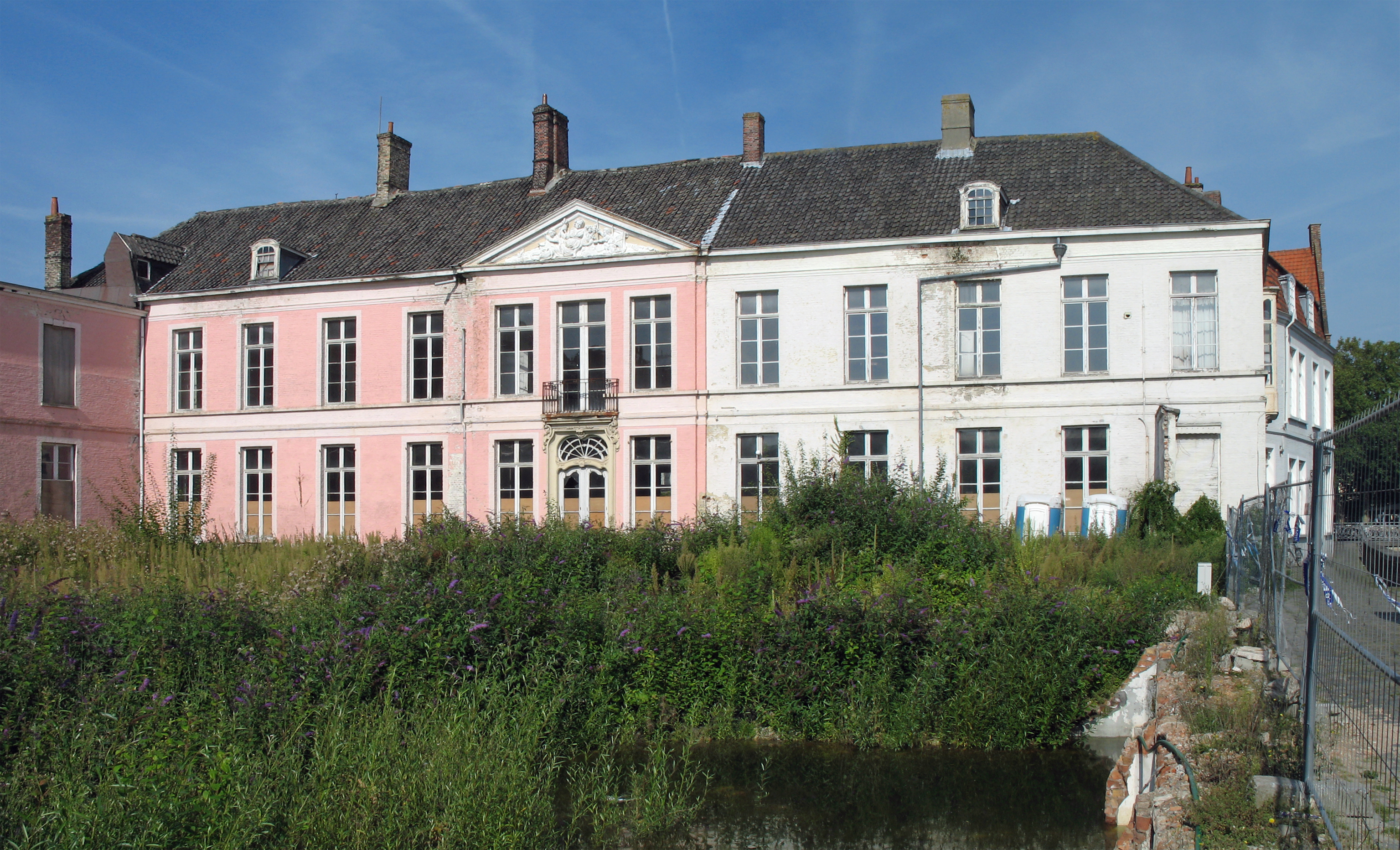
Tuingevel van het Hotel d'Hanins de Moerkerke in Brugge

D'Hanins de Moerkerke (ook Dhanins) was een familie afkomstig uit het Land van Waas die vanaf de 16e eeuw ambten uitoefende in het graafschap Vlaanderen, meer bepaald in Gent en in Brugge en het Brugse Vrije. Hun sprekend wapenschild is opgetekend als: "De gueules à la bande d'argent, chargée de quatre mouchetures d'hermine de sable et accostées de deux têtes de coq arrachées d'or."

## Geschiedenis

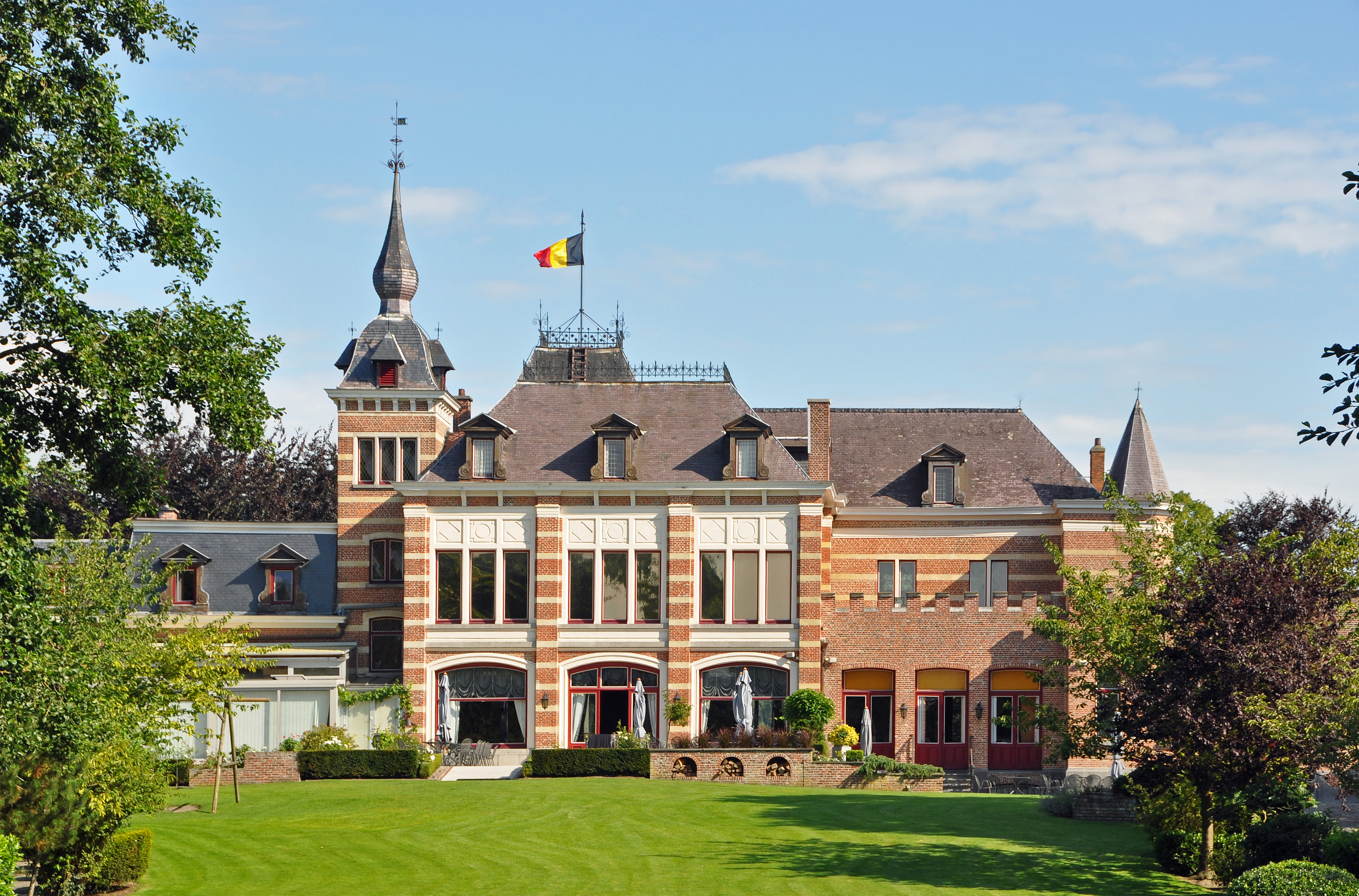
Het kasteel van Moerkerke, gedurende enkele generaties het buitengoed van de familie d'Hanins de Moerkerke

De voornaamste leden van de familie d'Hanins, later d'Hanins de Moerkerke, die een herinnering nalieten, zijn:
- Yves d'Hanins, luitenant bij de Waalse troepen, in dienst van de hertog van Bourgondië en keizer Karel V.
  - Bavo d'Hanins (†1611), griffier van de stad Gent, x Catharina Lautens.
    - Jan Baptiste d'Hanins (†1654), advocaat bij de Raad van Vlaanderen, x Marie-Martine Carins.
      - Filips Frans d'Hanins (Gent, 26 september 1653 - 31 januari 1710), heer van Roodonck, schepen van het Brugse Vrije, in 1699 in de adelstand opgenomen met de titel van ridder, x Adrienne de la Villette, dame van Moerkerke, dochter van ridder Robert de la Villette, burgemeester van het Brugse Vrije.
        - Pieter Lodewijk d'Hanins (Brugge, 21 augustus 1693-1764), heer van Moerkerke, schepen en burgemeester van het Brugse Vrije, x Marie-Madeleine de Bie, xx Jeanne de Cornelis de Lernout.
          - Pierre-Jacques-Constantin d'Hanins de Moerkerke (1747 - 11 februari 1806), heer van Moerkerke, Roodonck, Wiericx, Kemmeland, Warnace, Alsbeek, enz., x Claire Dirix de Bretel (†1777), xx Anne-Isabelle de Willaeys.
            - Ferdinand d'Hanins de Moerkerke (zie hieronder)

## Vanaf het Verenigd Koninkrijk der Nederlanden en het Koninkrijk België
- Pierre Auguste Ferdinand d'Hanins de Moerkerke (Brugge, 11 oktober 1775 - Waasten, 15 juli 1820), zoon uit het eerste huwelijk van Pierre-Jacques d'Hanins de Moerkerke met Claire Dirix de Bretel, x Marie de Muller (1780-1845).

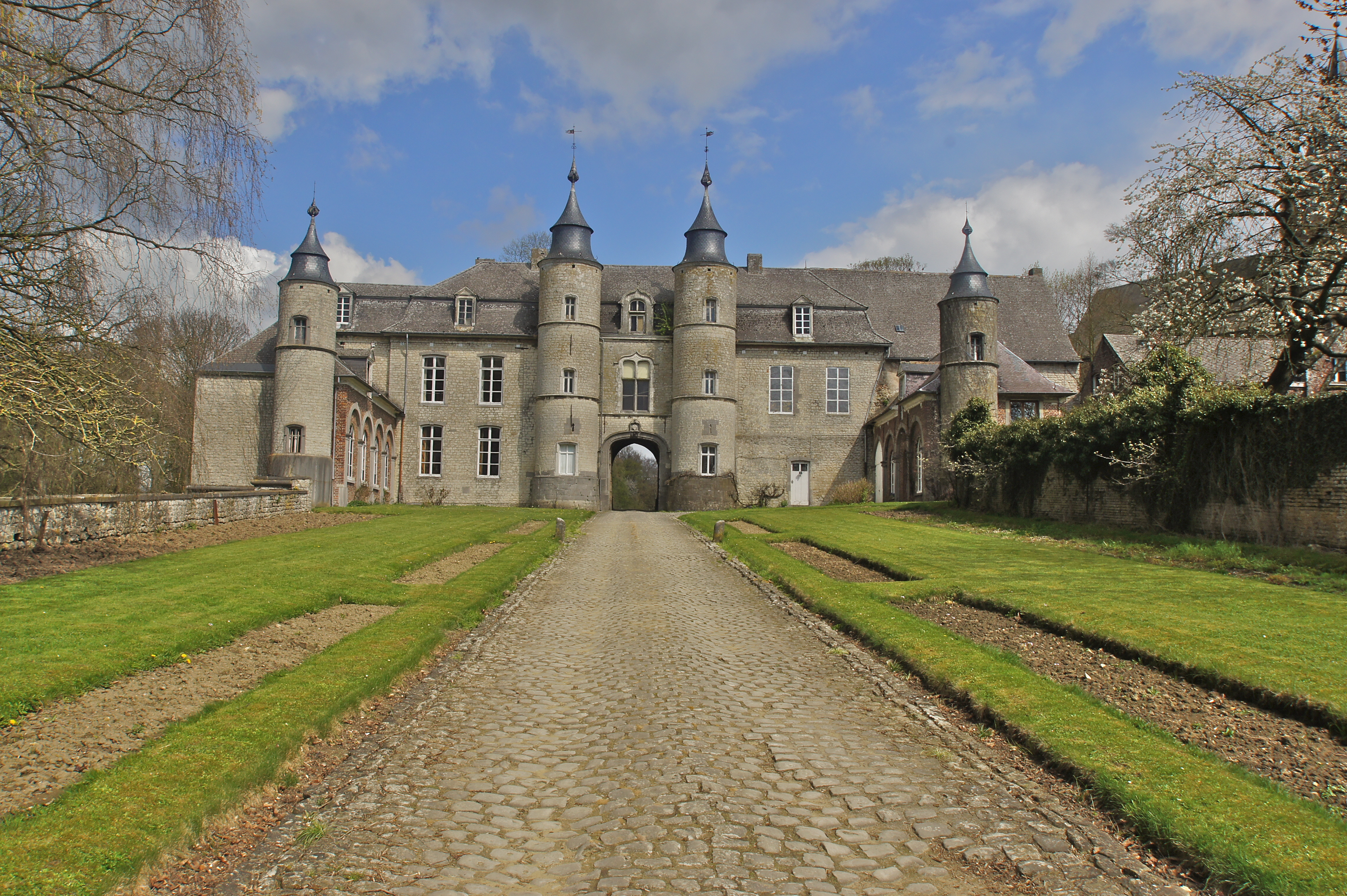
Het kasteel van Houtain-le-Val

  - graaf Aimé François Joseph Aquila d'Hanins de Moerkerke (Aat, 4 april 1805 - Brussel, 9 mei 1869), x Hortense de Rouillé (1818-1884), dochter van graaf Edouard de Rouillé, lid van het Nationaal Congres. Hij was officier in Oostenrijkse dienst en werd na 1830 luitenant-generaal in het Belgisch leger en vleugeladjudant van koning Leopold I. Zijn vrouw was hofdame van de koningin. Hij kreeg in 1858 vergunning om de Moerkerke aan zijn naam toe te voegen en verwierf erfelijke adel in 1859, met de bij eerstgeboorte overdraagbare titel van graaf. 'De Moerkerke' verwees naar een heerlijkheid die Pierre de la Villette in 1700 had aangekocht en die hij had overgedragen aan zijn zus Adrienne, die getrouwd was met Philippe-François d'Hanins. Ze kregen een zoon en een dochter.
    - graaf Fernand-Auguste-Joseph d'Hanins de Moerkerke (Ormeignies, 24 oktober 1840 - Houtain-le-Val, 10 oktober 1889), x Marie de Waha (1853-1921), die door dit huwelijk de erfgenaam werd van de goederen van de familie de Waha, meer in het bijzonder van het kasteel en het domein in Houtain-le-Val. Ze kregen een zoon en een dochter.
      - Isabelle Coralie Hélène Marie d'Hanins de Moerkerke (Houtain-le-Val, 17 september 1874 - Brugge, 10 augustus 1931), x baron Frederic van der Bruggen (1872-1951), zoon van Charles van der Bruggen, burgemeester van Wingene. Ze kregen een zoon en een dochter, met afstammelingen tot heden.
      - graaf Henri Alfred Auguste d'Hanins de Moerkerke (Houtain-le-Val, 26 oktober 1881 - aldaar, 18 mei 1963), burgemeester van Houtain-le-Val, x Marie le Boeuf (1902-1989), dochter van Henri le Boeuf, burgemeester van Houtain-le-Val, directeur van de Generale Maatschappij van België, afgevaardigd bestuurder van het Paleis voor Schone Kunsten, waar de grote zaal naar hem is genoemd. Het echtpaar kreeg drie dochters (zie hierna).

    - Léontine Louise d'Hanins de Moerkerke (Ormeignies, 29 juni 1843 - Watermaal-Bosvoorde, 25 september 1918), x ridder Fernand du Roy de Blicquy (1836-1913), luitenant-generaal in het Belgisch leger en vleugeladjudant van prins Filips en koning Albert I. Hij was een zoon van Alexis du Roy de Blicquy. Ze kregen een zoon en een dochter, met afstammelingen tot heden.
- Louis Joseph Jacques d'Hanins de Moerkerke (Brugge, 6 augustus 1780 - 30 augustus 1852), zoon uit het tweede huwelijk van Pierre-Jacques d'Hanins de Moerkerke met Anne-Isabelle de Willaeys, werd in 1830 verkozen tot schepen van Brugge, ambt dat hij niet aanvaardde omdat hij vond genoeg bezigheid te hebben als kolonel-commandant van de Burgerwacht. Hij trouwde met Marie-Angelique de Bie (1790-1855), dochter van Louis-Charles de Bie de Westvoorde. Het huwelijk bleef kinderloos. Hij werd in de erfelijke adel erkend in 1816 en benoemd in de ridderschap van de provincie West-Vlaanderen. In 1824 mocht hij de Moerkerke aan zijn naam toevoegen. Hij behoorde tot de initiatiefnemers voor het 'Banquet patriotique' in 1829 in Brugge. Met hem stierf deze familietak uit.
- Julien-Emmanuel d'Hanins de Moerkerke (januari 1785 - 26 oktober 1855), broer van Louis-Jacques, burgemeester van Oostkamp, x Colette van Outryve d'Ydewalle (1780-1812), dochter van Emmanuel-Louis van Outryve d'Ydewalle.
  - Jules d'Hanins de Moerkerke (Brugge, 1812 - Luik, 1832), erfde het Kasteel Ter Lucht van zijn moeder. Het ging na zijn dood over op zijn vader, die er woonde, nadat hij zijn kasteel in Oostkamp verkocht had aan Van der Plancke.
- Honoré Joseph Jean Baptiste d'Hanins de Moerkerke (Brugge, 8 januari 1788 - aldaar, 16 juli 1861), x Catherine de Deurwaerder (1784-1857), dochter van Bernard De Deurwaerder, van wie de andere dochter, Marie-Anne de Deurwaerder, trouwde met Leonard du Bus de Gisignies. Hij was voorzitter van de burgerlijke godshuizen in Brugge en burgemeester van Moerkerke. Hij verkreeg in 1822 adelserkenning en mocht in 1827 de Moerkerke aan zijn naam toevoegen. Ze kregen twee dochters die trouwden en twee zoons die ongehuwd stierven.
  - Herminie Anne Bernardine Honorine d'Hanins de Moerkerke (Brugge, 26 augustus 1812 - aldaar, 13 maart 1863), x Auguste de T'Serclaes de Wommersom (1813-1866). Ze kregen drie zoons en een dochter, met afstammelingen tot heden.
  - Marie-Christine Anne d'Hanins de Moerkerke (Brugge, 10 juni 1819 - aldaar, 7 februari 1873), x Jean-Jacques van Zuylen van Nyevelt (1801-1875), gemeenteraadslid van Brugge. Ze kregen drie dochters, met afstammelingen tot heden.

## Laatste d'Hanins
De verschillende familietakken zijn sinds respectievelijk 1852, 1861 en uiteindelijk 1963 in de mannelijke lijnen uitgestorven. De laatste mannelijke naamdrager was graaf Henri d'Hanins de Moerkerke (1881-1963) Zijn drie dochters bleven de laatste vrouwelijke naamdragers:
- Anne (Houtain-le-Val, 8 mei 1928 - Nijvel, 2 juni 2011), getrouwd met Christian de la Croix d'Ogimont (1921-2015).
- Monique (Houtain-le-Val, 17 december 1929 - aldaar, 29 juni 2019), getrouwd met Pierre Nieuwenhuys (1919-2012), laatste naamdraagster d'Hanins de Moerkerke. Ze kregen een dochter, met afstammelingen tot heden.
- Isabelle (1933-2018), medeoprichtster van de vzw Welsh die de belangen behartigde van de Welsh pony en zijn fokkers. Ze was er tot 1999 de secretaris van.